# Polyrhachis boltoni
Polyrhachis boltoni é uma espécie de formiga do gênero Polyrhachis, pertencente à subfamília Formicinae.